# Recuperación de información musical
La recuperación de información musical (MIR, por sus siglas en inglés, Music Information Retrieval) es la ciencia interdisciplinaria encargada de recuperar información de la música. MIR es un pequeño pero creciente campo de investigación con muchas aplicaciones en el mundo real. Aquellos implicados en MIR pueden ser especialistas en musicología, psicología, estudio de música académica, procesamiento de señal, aprendizaje de máquina o alguna combinación de estos.

## Aplicaciones
MIR es usado hoy en día en negocios y centros académicos para categorizar, manipular e incluso crear música.

### Sistemas de Recomendación
Existen varios sistemas de recomendación de música, pero sorprendentemente pocos de ellos están basados en técnicas de recuperación de información. En cambio hacen uso de la semejanza entre usuarios (sistemas de filtrado colaborativos) o una laboriosa recopilación de datos. Pandora, por ejemplo, usa expertos para etiquetar la música con cualidades específicas como "cantante femenina" o "fuerte línea de bajo". Muchos otros sistemas encuentran usuarios cuyo historial de música escuchada es similar y de esta forma sugiere nueva música a un usuario a partir de la colección de usuarios similares. Las técnicas MIR están empezando a usarse como parte de estos sistemas para determinar la semejanza entre música.

### Separación de pistas y reconocimiento de instrumentos
La separación de pistas consiste en extraer las pistas originales como fueron grabadas. Cada una de estas pistas puede tener registrado más de un instrumento. El reconocimiento de instrumentos consiste en identificar los instrumentos que se emplearon en una grabación y/o en separar cada instrumento en una pista distinta. Con este fin se han desarrollado varios programas. De esta manera se crean pistas de karaoke a partir de pistas normales. Este proceso aun no está perfeccionado dado que la voz ocupa parte del espacio de frecuencia de otros instrumentos.

### Transcripción automática de música
La Transcripción automática de música es el proceso de convertir un registro de audio a notación simbólica, como una partitura o un archivo MIDI. Este proceso implica varias tareas que incluyen: detección de tonos distintos, detección del inicio de una nota musical o sonido, estimación de la duración, identificación de instrumentos, y extracción de información rítmica. Esta tarea deviene más difícil con un número mayor de instrumentos y un mayor nivel de polifonía.

### Categorización automática
La categorización de música según su género es una tarea común de MIR. Se discute anualmente en el Music Information Retrieval Evaluation eXchange (MIREX). Las técnicas de aprendizaje automático como las Máquinas de vectores de soporte permiten obtener buenos resultados a pesar de la naturaleza subjetiva de la clasificación. Otras clasificaciones potenciales incluyen identificar el artista o el sitio de origen de la pieza. Si se requiere una salida numérica en lugar de una clasificación se emplea la regresión lineal.

### Generación de música
La generación automática de música es un objetivo abordado por muchos investigadores de MIR. Se han realizado intentos de generación de música con un limitado éxito de acuerdo a la apreciación humana del resultado.

## Métodos empleados

### Fuente de datos
Las partituras dan una descripción clara y lógica de la música para trabajar, pero el acceso a partituras, ya sean digitales o no, es muy limitado. La música MIDI también ha sido utilizada por razones similares, pero la conversión a MIDI desde cualquier formato conlleva la pérdida de datos, a menos que la música haya sido escrita teniendo en cuenta los estándares MIDI, lo cual es raro.
Los formatos de audio digital como WAV, mp3, y ogg son utilizados cuando el audio es parte del análisis. Formatos disipados como mp3 y ogg son adecuados para la oreja humana, pero pueden obviar datos cruciales para el estudio. Además algunas codificaciones crean artefactos que podrían inducir errores a cualquier analizador automático. A pesar de esto, la ubicuidad del formato mp3 ha implicado que muchas de las investigaciones desarrolladas en el campo lo utilicen como material de fuente. 
Cada vez se emplean más en MIR los metadatos obtenido de la web para un mejor entendimiento de la música dentro de su contexto cultural. Esto recientemente incluye el análisis de etiquetas sociales para música.

### Representación de atributos
El análisis a menudo puede requerir resumir información, y para la música (como con muchas otras formas de datos) esto se logra mediante la extracción de atributos, especialmente cuando se está analizando el contenido del audio y se desea aplicar aprendizaje de máquina. El propósito es reducir la gran cantidad de datos a un conjunto de valores gestionable de modo que el aprendizaje pueda llevarse a cabo en un marco de tiempo razonable. Una característica que se extrae comúnmente son losCoeﬁcientes Cepstrales en las Frecuencias de Mel (MFCC) que es una medida del timbre de una pieza de música. Otros atributos pueden ser empleados para representar la nota musical, los acordes, las armonías, la melodía, el tono principal, los compases por minuto o el ritmo en la pieza. 

### Estadística y aprendizaje de máquina
- Métodos computacionales para clasificación, clustering, y extracción de atributos musicales para música mono- y polifónica
- Métodos para determinar la semejanza entre piezas musicales
- Bases de datos y métodos formales para la identificación y reconocimiento automatizados de música, filtrado de música y consultas de música, lenguajes de consulta y metadatos o protocolos para el manejo de información relacionada con la música
- Métodos de recuperación con búsqueda distribuida y sistemas multiagentes
- Software para recuperación de música empleando la Web Semántica, agentes inteligentes, software colaborativo, búsquedas web, búsqueda por tarareo y huella acústicas
- Análisis de música y representación de conocimiento — resumen automático, modelos formales de música y partituras digitales e indexación de música y sus metadatos

## Otras cuestiones
- La interacción ordenador-humano e interfaces de usuario y aplicaciones móviles
- Acceso público a archivos musicales, colecciones digitales, benchmarks y bases de datos de búsqueda
- Derechos de propiedad intelectual y la música — asuntos de copyright nacional e internacional y administración de derechos digitales
- Construcción de colecciones de prueba, diseño experimental y métricas
- Sociología y la Industria Musical — uso de MIR en la producción, distribución, consumo, caracterización de usuarios, análisis de las necesidades y expectativas de un usuario